# Arum idaeum
Arum idaeum ist eine Pflanzenart aus der Gattung Aronstab (Arum) in der Familie der Aronstabgewächse (Araceae).

## Beschreibung
Arum idaeum ist eine ausdauernde Knollenpflanze, die Wuchshöhen von 25 bis 40 Zentimeter erreicht. Die Spatha ist milchweiß und 5 bis 8 Zentimeter lang. Ihr Saum ist so lang wie die Röhre. Er ist während der Blüte nach vorne gebogen und nicht zurückgeschlagen. Die Anhängsel des Spadix sind 2,5 bis 4 Zentimeter groß, schwarzpurpurn und von der Spatha umgeben. Sie sind geruchlos.
Die Blütezeit reicht von April bis Mai.

## Vorkommen
Arum idaeum ist auf Kreta endemisch. Die Art kommt in Bergwäldern, Gebüschen und Dolinen auf Kalk in Höhenlagen von 900 bis 2400 Meter vor.

## Belege
- Ralf Jahn, Peter Schönfelder: Exkursionsflora für Kreta. Mit Beiträgen von Alfred Mayer und Martin Scheuerer. Eugen Ulmer, Stuttgart (Hohenheim) 1995, ISBN 3-8001-3478-0, S. 409.